# Aspraspmal
Aspraspmal (Wockia asperipunctella) är en fjärilsart som beskrevs av Charles Théophile Bruand d’Uzelle 1850. Aspraspmal ingår i släktet Wockia och familjen Urodidae. Arten är reproducerande i Sverige. Inga underarter finns listade i Catalogue of Life.